# Megaselia speculifera
Megaselia speculifera är en tvåvingeart som beskrevs av Rudolf Beyer 1965. Megaselia speculifera ingår i släktet Megaselia och familjen puckelflugor. Inga underarter finns listade i Catalogue of Life.